# 巴哈丁·沙基尔
巴哈丁·沙基尔（土耳其語：Bahaeddin Şakir，1874年—1922年4月17日），是奥斯曼帝国时期的医师、政治家和革命家。沙基尔是联合进步委员会“医生团”的3位重要成员（另外两人为纳齐姆贝伊和鲁苏希·迪克曼博士）之一，也是特别情报组织的负责人。他作为帝国泛突厥主义及图兰主义者，曾在1915年参与策划了亚美尼亚大屠杀事件，战后他流亡到德国，并于1922年在柏林死于亚美尼亚人组织的暗杀行动。